# Ralph Buchsbaum
Ralph Morris Buchsbaum (* 2. Januar 1907 in  Chickasha, Indianerterritorium; † 11. Februar 2002 in Pacific Grove, Kalifornien) war ein US-amerikanischer Zoologe, Wirbellosen-Biologe und Ökologe.

## Leben
Buchsbaum wurde im ehemaligen Indianerterritorium geboren, ein Jahr bevor Oklahoma offiziell Bundesstaat der Vereinigten Staaten wurde. Seine Familie ließ sich schließlich in Gary, Indiana, nieder, wo sein Vater Pathologe war. 1932 wurde Buchsbaum in Zoologie an der University of Chicago promoviert und war dort bis 1950 als Fakultätsmitglied tätig, bevor er an die University of Pittsburgh wechselte.
Im Juni 1933 heiratete Buchsbaum Mildred Shaffer, die 1932 ihren Bachelor of Science und 1933 ihren Master of Science in Biologie an der University of Chicago erlangte. Shaffer war Forschungsassistentin und arbeitete an Medikamenten gegen Leukämie. Neben der Unterstützung ihres Mannes war sie im Beirat der Organisation Friends of the Sea Otter. Sie starb am 16. Januar 1996 im Alter von 83 Jahren. Die Buchsbaums hatten zwei Kinder: Der Sohn Monte Stuart Buchsbaum (* 1940) wurde Professor für Psychiatrie an der University of California, Irvine. Die Tochter Vicki Buchsbaum (* 1942) heiratete 1970 den Meeresbiologen John S. Pearse und arbeitete als wissenschaftliche Mitarbeiterin für Meereswissenschaften an der University of California, Santa Cruz.
An der Fakultät der University of Chicago entwickelte Ralph Buchsbaum innovative Lehrmethoden für den Biologieunterricht im Grundstudium und veröffentlichte 1938 das Buch Animals without Backbones. Seine Frau Mildred war Co-Autorin. Zusätzlich zu Buchsbaums Fotografien von seinen ausgedehnten Reisen enthielt das Buch Illustrationen von seiner Schwester Elizabeth. Das Werk wurde in vielen Universitäten verwendet und zum Bestseller. Es  war das erste Lehrbuch der Biologie, das von Time rezensiert wurde. Es wurde dreimal aktualisiert, zuletzt im Jahr 1987.
Buchsbaum wurde ein Pionier in der Kombination von Mikroskopie lebender Zellorganellen mit Zeitrafferfotografie. Für die Encyclopaedia Britannica Educational Corporation produzierte er 29 Lehrfilme, darunter Echinoderms: sea stars and their relatives, The Tropical Rainforest, Gram Stain: Bacteria, Distribution of plants and animals, Angiosperms: the flowering plants, The Eyes and seeing, Flatworms (Platyhelminthes), Natural selection und What is an amphibian?
Buchsbaums Hauptinteresse galt der Erforschung der Gewebekultur. 1934 waren er und seine Frau die ersten Wissenschaftler, denen es gelang, Chimären zwischen Fibroblasten von Küken und der Grünalge Chlorella zu erzeugen. Außerdem entwickelte er in enger Zusammenarbeit mit Harold Urey und anderen das Δ18O-Verfahren, eine Methode zur Bestimmung von Paläo-Temperaturen anhand von Sauerstoff-Isotopen-Verhältnissen.
1952 gründete Buchsbaum einen kleinen Verlag, The Boxwood Press, dessen Name sich von der englischen Übersetzung seines Namens ableitet. Seine Frau arbeitete als Redakteurin für das Unternehmen. Seit der erfolgreichen Herausgabe von Buchsbaums eigenem Laborhandbuch florierte der Verlag und wurde zu seiner Hauptbeschäftigung, nachdem er 1972 in den Ruhestand ging. Bei Boxwood wurden schwerpunktmäßig biologische Publikationen verlegt, darunter Reproduction of Marine Invertebrates von Arthur Charles Giese, John S. Pearse und Vicki B. Pearse, Acmaeidae: Gastropoda Mollusca von David R. Lindberg, Spionidae: Polychaeta, Annelida von William J. Light, Abalone: Gross and Fine Structure von Gerrit Bevelander, Hydra and the Birth of Experimental Biology von Sylvia G. Lenhoff und Howard M. Lenhoff, The Bird Year von John William Davis und Alan Baldridge, Elephant Seals von Burney J. Le Boeuf, Woody Plants in Winter von Earl Lemley Core un Nelle Perrel Ammons sowie naturkundliche Abhandlungen, z. B. Monterey Bay Area: Natural History and Cultural Imprints und A Panama forest and shore: natural history and Amerindian culture in Bocas del Toro von Burton LeRoy Gordon sowie The Natural History of Ano Nuevo von Burney J. Le Boeuf, Stephanie Kaza und Kenneth T. Briggs.
1963 lehrte Buchsbaum als Fulbright-Professor in Thailand. Ferner arbeitete er in Ghana, Indien und Ecuador, wo er die Schulbehörden bei der Erstellung von Lehrplänen für den Biologieunterricht unterstützte.
Buchsbaum starb im Februar 2002 an Herzversagen.

## Schriften (Auswahl)
- (mit Clayton G. Loosli) Methods of Tissue Culture in Vitro & Outlines of Histological Methods, 1936
- Animals Without Backbones, 1938 (mit überarbeiteten Auflagen aus den Jahren 1947 und 1987)
- (mit Bertha Parker) Balance in Nature, 1941
- Animals Without Backbones, Band II, 1951
- The Life in the Sea, 1954
- (mit Mildred Buchsbaum) Basic Ecology, 1957
- (mit Mildred Buchsbaum, Lorus Milne & Margery Milne) Lower Animals, 1959 (deutsch: Knaurs Tierreich in Farben: Niedere Tiere, 1960, Übersetzung von Fritz Bolle)
- Thermal Stress on Cellular Structure and Function, 1963
- (mit John Paul Scott) Animal Behaviour, 1970